# C&L Verlag
Der Verlag C&L (kurz für „Computer und Literatur“) in Böblingen wurde 1996 gegründet. Er veröffentlicht Computer-Fachbücher, unter anderem zu den Themen Programmierung (Delphi, Java, Datenbanken), Netzwerke und Unix/Linux, sowie die zweimonatlich erscheinende Unix-Zeitschrift freeX. Im Verlag C&L veröffentlichen außerdem mehrere Autoren der Zeitschrift Toolbox Bücher.
FreeX wurde im Oktober 2012 eingestellt und in das Admin-Magazin eingegliedert, welches im April 2014 in IT-Administrator eingegliedert wurde.
Der Verlag war in den Jahren 1999 bis 2004 Sponsor des LinuxTag und organisierte bei der Systems 2005 bis 2007 den Open-Source-Stand, an dem mehrere Open-Source-Projekte und auch die Wikipedia ausstellten.
Im November 2018 wurde die Liquidation des Verlages eingeleitet.